# Shady Talez
Shady Talez será una película estadounidense de hip-hop/horror en 3-D que inicialmente iba a ser lanzada en 2012, pero su estreno fue aplazado. Está dirigida por John Davis y protagonizada por Marshall Mathers (Eminem). Paramount Pictures & Davis Entertainment están planificando un estilo urbano, que servirá como homenaje a las películas de horror clásicas en Shady Talez, según Variety. Se está haciendo una producción bajo el género urbano de DJ Classicz shingle. John Davis y Dallas Jackson son los productores. Chris Lighty y Mona Scott de Violator, una discográfica con sede en Nueva York y las sociedades de gestión, serán los productores ejecutivos.
"...Tenemos la intención de juntar las historias con un director importante de videos musicales y/o el mundo del cine, junto con la cadera de talentos de Violator...", dijo Jackson.

## Concepto
La película contará tres historias escritas por Sean rogerson y Marlon Chapman que juntaran hip-hop con un homenaje a las películas clásicas de horror.
La revista Screen International describe a la película como un cruce entre la película de horror cómico de George A. Romero "Creepshow" y la antigua serie de televisión The Twilight Zone.

## Producción
El guion de la película para Shady Talez también estará coescrito por el creador de la saga Underworld, y el escritor del remake de The Last Dragon para Sony. Marvel también lanzará cuatro partes de la serie de cómics, para coincidir con el lanzamiento de la película, el año 2010.
Según FirstShowing.net, han dicho que la película dará un "'guiño urbano' a los clásicos del género como Christine, Aliens, y The Lost Boys".

### Libros
A partir del proyecto se lanzará una serie de cuatro cómics el año siguiente en Marvel Icons.

## Reparto
- 50 cent
- Dr. Dre
- Ludacris
- Missy Elliot
- Christina Milian
- Ving Rhames
- Eminem